# Emil Ludwig
Emil Ludwig, nato Emil Cohn (Breslavia, 25 gennaio 1881 – Moscia, 17 settembre 1948), è stato uno scrittore e giornalista tedesco, noto soprattutto per le sue biografie.

## Biografia
Nato da famiglia ebraica a Breslavia, allora territorio della Germania, oggi facente parte dello Stato polacco, da giovane studiò legge ma abbandonò la giurisprudenza per dedicarsi alla carriera letteraria. Giornalista, inizialmente si dedicò alla stesura di commedie e novelle; nel 1906, vista la censura vigente nella Germania del kaiser, si trasferì in Svizzera, salvo poi tornare in patria durante la prima guerra mondiale: tra il 1914 e il 1918 operò come corrispondente del Berliner Tageblatt presso Vienna e Istanbul.
Nel 1932 acquisì la cittadinanza svizzera. Nel 1933 i suoi libri furono bruciati nel falò organizzato  da Joseph Goebbels nella piazza dell’Opera di Berlino dopo che un araldo recitò: «Contro la falsificazione della nostra storia e la profanazione delle grandi figure storiche, per il rispetto del nostro passato, consegno alle fiamme le opere di Emil Ludwig e di Werner Hegemann» . Quando le potenze dell'Asse scatenarono la seconda guerra mondiale emigrò negli Stati Uniti d'America (1940). Negli anni conclusivi della seconda guerra mondiale si recò in Germania e lavorò come giornalista (è a lui che dobbiamo il recupero delle bare di Goethe e Friedrich Schiller, che erano scomparse da Weimar tra il 1943 e il 1944). Riapprodato in Svizzera dopo la guerra, morì sessantasettenne a Moscia, frazione del borgo di Ascona.

## Opere
Nel corso degli anni venti Ludwig ottenne fama internazionale per le sue biografie che divennero popolarissime grazie al suo stile, che univa la scrupolosa descrizione di fatti storici a eventi di finzione con una particolare importanza data all'analisi psicologica dei personaggi. Dopo la sua biografia di Goethe pubblicata nel 1920, ha narrato le gesta anche di Otto von Bismarck (1922-1924) e di Gesù (1928). Le sue opere divennero immediatamente popolari anche al di fuori della Germania e furono ampiamente tradotte: da ciò Ludwig trasse una discreta fortuna economica, forte soprattutto nel suo periodo statunitense. I suoi scritti vennero considerati particolarmente pericolosi da Goebbels, che parlò di lui nel suo diario.
Emil Ludwig intervistò Benito Mussolini nel 1932 e raccolse le impressioni del duce nel libro Colloqui con Mussolini. In precedenza aveva già avuto un faccia a faccia anche con Iosif Stalin a Mosca il 13 dicembre 1931: un estratto da questa intervista è incluso nel libro di Stalin su Lenin, e inoltre Ludwig descrive questa intervista nella sua biografia sull'uomo d'acciaio.
L'intervista-fiume che Ludwig fece a Tomáš Masaryk, fondatore e per lungo tempo presidente della Cecoslovacchia, venne pubblicata nel 1936 in un libro dall'emblematico titolo di Difensore della democrazia: Masaryk è uno dei pochissimi personaggi politici, se non l'unico, su cui Ludwig espresse un giudizio soggettivo. Sempre nel 1936 viene pubblicata con il titolo di "Crociere d'Oriente" la traduzione italiana di "Die Fahrten der Goeben und der Breslau, der Emden und die Ayesha", dove si narrano le vicende belliche di alcuni incrociatori della Real Marina Tedesca nel 1914.
Nel 1943, il suo nome appare come soggettista ne Il pazzo di Hitler (Hitler's Madman), un film antinazista girato da Douglas Sirk negli USA.
Le seguenti edizioni francesi dei libri di Emil Ludwig sono state pubblicate nel periodo 1926-1940:
- Biografie
  - Goethe (3 volumi)
  - Napoleone
  - Bismarck
  - Hindenburg
  - Roosevelt
  - Guglielmo II
  - Trois Titans: Michel-Ange, Rembrandt, Beethoven, trad. francese di G. Bernard, Payot, Paris, 1931
  - Lincoln
  - Fouché
  - Le Fils de l'Homme. Histoire d'un prophete, trad. francese di B. Gidon, Payot, Paris, 1928
- Altri lavori
  - Luglio 1914
  - Versailles
  - Le Nil. Vie d'un fleuve, 2 volumi, Plon, Paris, 1936-1937
  - Barbares et Musiciens
  - La conquista morale della Germania
  - Colloqui con Mussolini
  - La Nouvelle Sainte-Alliance.

Le biografie di Goethe, Napoleone, Bismarck e Guglielmo Hohenzollern sono disponibili in inglese presso la casa editrice GP Putnam's Sons (New York e Londra).
Emil Ludwig rimane molto celebre per una biografia di Napoleone pubblicata in inglese nel 1926, poco dopo la sua pubblicazione originaria in lingua tedesca: tale opera è ancor oggi leggibile e godibile, nonostante i passi in avanti compiuti nel frattempo dalla storiografia napoleonica, soprattutto perché Ludwig rievoca un'epoca scomparsa con una prosa semplice e scorrevole; il libro risulta così di immediata comprensione, quasi che i fatti descritti siano contemporanei al lettore. L'opera venne pubblicata da Boni & Liveright, una casa editrice di New York celebre per le sue pubblicazioni di interesse intellettuale e accademico.
Il Napoleone di Emil Ludwig (italianizzato sul volume Emilio Ludwig) fu tradotto in italiano da Lavinia Mazzucchetti e pubblicato per Mondadori nel 1929 (571 pagine).

## Edizioni italiane
- Emil Ludwig, Guglielmo II, trad. di Lavinia Mazzucchetti, Mondadori, Milano, 1927-1931
- Id., Luglio '14, Mondadori, Milano, Iª ed. 1930
- Id., Lincoln. Storia di un figlio del popolo, trad. di Alberto Pincherle (Alberto Moravia), Mondadori, Milano, Iª ed. 1930-1932
- Id., Bismarck. Storia di un lottatore, trad. di Lavinia Mazzucchetti, Mondadori, Milano, Iª ed. 1929-1935; Collana Storica, Dall'Oglio, Milano, 1967
- Id., Mare tranquillo. Romanzo, trad. di Taulero Zulberti, L. Cappelli Editore, Bologna, 1930
- Id., Diana, trad. di Taulero Zulberti, L. Cappelli Editore, Bologna, 1930
- Id., Napoleone, trad. di Lavinia Mazzucchetti, Mondadori, Milano, 1929; Collana Biblioteca Moderna n.63, Mondadori, 1949; Dall'Oglio, Milano, 1955-1968; con una nota di Guglielmo Salotti, Collana SuperBUR Saggi, Milano, 1999-2001; Collana Le Grandi Biografie, Fabbri Editori, Milano, 1999
- Id., Fouché, trad. di Lavinia Mazzucchetti, Mondadori, Milano, 1930
- Id., Goethe. Storia di un uomo, trad. di Tomaso Gnoli, Collezione Le Scie, Mondadori, Milano, 1932
- Id., Colloqui con Mussolini, Mondadori, Milano, 1932; riproduzione delle bozze della prima edizione con le correzioni autografe del duce, trad. di Tomaso Gnoli, Mondadori, Milano, 1950; nota introduttiva di Brunello Vigezzi, Collana Oscar, Mondadori, Milano, 1970; prefazione di Indro Montanelli, Collezione Le Scie, Mondadori, Milano, 2000 ISBN 978-88-04-47620-7
- Id., Ricordi di un cacciatore di uomini, trad. di Enrico Lebrecht, Collezione Le Scie, Mondadori, Milano, 1934
- Id., Crociere d'Oriente, Collana Documenti, Edizioni "Mediolanum", Milano, 1936
- Id., Schliemann. Storia di un cercatore d'oro (Schliemann. Geschichte Eines Goldsuchers. 1932), trad. di Mara Fabietti, Collezione Le Scie, Mondadori, Milano, 1932; BUR, Milano, 2000
- Id., Stalin. Saggio biografico, trad. di L. Peverelli, Ed. Vega, Roma, 1944; Stalin, Collezione Le Scie, Mondadori, Milano, 1946
- Id., Ritratto di Mackenzie King, OET, Roma, 1946
- Id., La conquista morale della Germania, trad. di Nino Gerosa, Mondadori, Milano, Iª ed. 1946
- Id., Roosevelt. Studio sulla Fortuna e il Potere, Collezione Le Scie, Mondadori, Milano, 1947
- Id., Freud. La fine di un mito, Sansoni, Firenze, 1947
- Id., Davide e Golia, «Echi del tempo» Collezione Storica, Editrice Faro, Roma, Iª ed. 1948
- Id., Otello, trad. di Enrico Vitale, «Echi del tempo» Collezione Storica, Editrice Faro, Roma, Iª ed. 1949
- Id., Il Mediterraneo, trad. di Mario Merlini, Sperling & Kupfer, Milano, Iª ed. 1950
- Id., Tre ritratti di dittatori. Hitler, Mussolini, Stalin, a cura di A. Musiani, Collana Le Bussole, Gingko edizioni, 2013 ISBN 978-88-95288-47-5
- Id., 50 Ritratti (suddivisi per le categorie: Bellezza: Eleonora Duse, Charlie Chaplin, ecc.; Spirito: Gabriele D'Annunzio, George Bernard Shaw, ecc.; Filantropia: Nannsen, Jane Addams, ecc.; Potere: Roosevelt, Stalin, ecc.), Sperling & Kupfer, Milano, Iª ed. 1949